# L'església d'Auvers-sur-Oise
L'església d'Auvers-sur-Oise és una pintura a l'oli realitzada per Van Gogh el 1890, actualment exposada al Museu d'Orsay, de París.
Després de deixar l'hospital de Sant Romieg de Provença, el 16 de maig de 1890, va abandonar el sud de França per dirigir-se al nord. Va fer una visita al seu germà Théodore van Gogh, a París, i després se'n va anar a Auvers-sur-Oise, per consell del seu amic Camille Pissarro, per a ser-hi tractat pel doctor Paul Gachet. Aquí, Van Gogh va passar-hi el que serien les seves últimes deu setmanes de vida, i en aquest breu lapse de temps va pintar un centenar de quadres. Van Gogh pintà un temps les flors del jardí del doctor, i després va anar dedicant-se cada cop més a la població i al seu entorn. Així va descobrir l'església del poble, d'estil gòtic, la d'aquest quadre.
L'església s'alça sobre un turó lleument elevat. El cel és d'un color blau profund, que es reflecteix en les àmplies vidrieres. La part superior del quadre és il·luminada brillantment pel sol, però l'església és coberta per la seva pròpia ombra, i ni reflecteix ni surt d'ella cap llum pròpia. Al voltant de l'església s'hi distingeixen herba verda i camins, banyats de llum, en direccions diferents. El tema dels camins divergents també apareix a Camp de blat amb corbs. Per un d'ells, una camperola s'acosta al temple. Als laterals del quadre poden distingir-s'hi les cases del poble i arbres. Els colors són forts. Les pinzellades s'han aplicat amb vigor.
És un dels darrers quadres de Van Gogh i, tanmateix, res no permet pensar en la desesperació que el duria al suïcidi.